# Salmophasia boopis
Salmophasia boopis är en fiskart som först beskrevs av Day, 1874.  Salmophasia boopis ingår i släktet Salmophasia och familjen karpfiskar. IUCN kategoriserar arten globalt som livskraftig. Inga underarter finns listade i Catalogue of Life.